# Nitry
Nitry és un municipi francès, situat al departament del Yonne i a la regió de Borgonya - Franc Comtat. L'any 2007 tenia 403 habitants.

## Demografia

### Població
El 2007 la població de fet de Nitry era de 403 persones. Hi havia 172 famílies, de les quals 56 eren unipersonals (28 homes vivint sols i 28 dones vivint soles), 52 parelles sense fills, 52 parelles amb fills i 12 famílies monoparentals amb fills.
La població ha evolucionat segons el següent gràfic:
Habitants censats

### Habitatges
El 2007 hi havia 224 habitatges, 176 eren l'habitatge principal de la família, 22 eren segones residències i 26 estaven desocupats. 201 eren cases i 18 eren apartaments. Dels 176 habitatges principals, 110 estaven ocupats pels seus propietaris, 56 estaven llogats i ocupats pels llogaters i 9 estaven cedits a títol gratuït; 11 tenien una cambra, 19 en tenien dues, 32 en tenien tres, 46 en tenien quatre i 67 en tenien cinc o més. 120 habitatges disposaven pel capbaix d'una plaça de pàrquing. A 80 habitatges hi havia un automòbil i a 62 n'hi havia dos o més.

### Piràmide de població
La piràmide de població per edats i sexe el 2009 era:
| Homes | Edats   | Dones |
| ----- | ------- | ----- |
| 0     | 95 o +  | 0     |
| 0     | 90 a 94 | 0     |
| 4     | 85 a 89 | 4     |
| 4     | 80 a 84 | 4     |
| 4     | 75 a 79 | 24    |
| 4     | 70 a 74 | 16    |
| 4     | 65 a 69 | 4     |
| 8     | 60 a 64 | 4     |
| 16    | 55 a 59 | 8     |
| 12    | 50 a 54 | 24    |
| 8     | 45 a 49 | 8     |
| 24    | 40 a 44 | 12    |
| 4     | 35 a 39 | 12    |
| 16    | 30 a 34 | 8     |
| 20    | 25 a 29 | 12    |
| 4     | 20 a 24 | 16    |
| 8     | 15 a 19 | 12    |
| 8     | 10 a 14 | 12    |
| 0     | 5 a 9   | 16    |
| 4     | 0 a 4   | 8     |

## Economia
El 2007 la població en edat de treballar era de 247 persones, 182 eren actives i 65 eren inactives. De les 182 persones actives 172 estaven ocupades (103 homes i 69 dones) i 10 estaven aturades (4 homes i 6 dones). De les 65 persones inactives 28 estaven jubilades, 13 estaven estudiant i 24 estaven classificades com a «altres inactius».

### Ingressos
El 2009 a Nitry hi havia 158 unitats fiscals que integraven 371 persones, la mediana anual d'ingressos fiscals per persona era de 17.077 €.

### Activitats econòmiques
Dels 28 establiments que hi havia el 2007, 2 eren d'empreses extractives, 1 d'una empresa de fabricació d'altres productes industrials, 4 d'empreses de construcció, 8 d'empreses de comerç i reparació d'automòbils, 1 d'una empresa de transport, 6 d'empreses d'hostatgeria i restauració, 1 d'una empresa financera, 2 d'empreses immobiliàries i 3 d'empreses de serveis.
Dels 7 establiments de servei als particulars que hi havia el 2009, 1 era una oficina bancària, 1 taller de reparació d'automòbils i de material agrícola, 2 paletes, 1 fusteria i 2 restaurants.
L'únic establiment comercial que hi havia el 2009 era una botiga de menys de 120 m².
L'any 2000 a Nitry hi havia 18 explotacions agrícoles que ocupaven un total de 2.197 hectàrees.

## Equipaments sanitaris i escolars
El 2009 hi havia una escola elemental.

## Poblacions més properes
El següent diagrama mostra les poblacions més properes.